# طارق أكان
طارق أكان (بالتركية: Tarık Akan)‏ (1949 - 2016)، هو ممثل ومنتج أفلام تركي، بدأ نشاطة في سبعينيات القرن العشرين. توفي في 16 أيلول 2016 

## حياته
ولد طارق أكان بأسم طارق تحسين اورغول في اسطنبول في 13 ديسمبر 1949 وكان الطفل الثالث في العائلة بعد شقيقته وشقيقه. كانت عائلته في حالة انتقال دائم في جميع أنحاء تركيا بسبب عمل والده في الجيش.
تلقى تعليمه في أرضروم وأكمل تعليمه الأبتدائي في قيصري وبعد تقاعد والده انتقلت العائلة إلى إسطنبول واستقرت في بكركوي.
التحق أكان بجامعة يلدز التقنية لدراسة الهندسة الميكانيكية، ثم تخرج من كلية الصحفيين. سجن أكان لمدة شهرين ونصف بالحبس الانفرادي بعد إنقلاب 1980 العسكري في تركيا بسبب تصريحاته، حيث زعمت السلطات انها تربطة بجماعة يسارية.
في عام 1986 تزوج من ياسمين اركوت ورزق بابنه البكر باريش زكي اورغول ثم بالتوأم يشار واوزلم، تطلق أكان من زوجته سنة 1989.
انتقد طارق أكان الرئيس التركي رجب طيب أردوغان في مناسبات عديدة 

## وفاته
اصيب طارق أكان بسرطان الرئة وتلقى العلاج لأكثر من سنة، لكنه توفي في 16 أيلول 2016 عن عمر يناهز ال 66 عاما في إحدى مستشفيات إسطنبول  ، بعد ذلك بيومين دفن في إحدى مقابر منطقة بكركوي في إسطنبول وحضر جنازته الآلاف من الأشخاص واصدقاءه والرئيس التركي السابق أحمد نجدت سيزر.

## أفلامه
شارك طارق أكان في بطولة العشرات من الأفلام التركية بداية من العام 1971 لغاية 2009 ولعل أشهر تلك الأفلام هو فيلم الطريق الذي فاز بجائزة السعفة الذهبية من مهرجان كان للأفلام السينمائية.
ونال أكان العديد من الجوائز منها سبعة جوائز من مهرجان البرتقالة الذهبية أنطاليا للأفلام العالمية في تركيا.

## قائمة أفلامه
| السنة | الفيلم         | الدور             | الملاحظات       |
| ----- | -------------- | ----------------- | --------------- |
| 1971  | أمينه          | متين              |                 |
| 1972  | المذنب         | هاكان             |                 |
| 1972  | أخي الحبيب     | فريد تشاليسكان    |                 |
| 1973  | أخي العزيز     | مراد              |                 |
| 1973  | المال          | مراد              |                 |
| 1973  | فريات          | فردي              |                 |
| 1974  | الخرزة الزرقاء | ياكيسيكلي نجمي    |                 |
| 1974  | مملكتي         | محمد              |                 |
| 1974  | البحر الدامي   | أحمد              |                 |
| 1975  | الحبة الزرقاء  | ياكيسيكلي نجمي    |                 |
| 1978  | القطيع         | شفان              |                 |
| 1982  | الطريق         | سيد علي           |                 |
| 1983  | الموت الأبيض   | يلماز غورل        |                 |
| 1984  | بهلوان         | بلال              |                 |
| 1985  | كان            | حيدر علي، سيد آغا | قام بأداء دورين |
| 1986  | الصوت          | آدم               |                 |
| 1989  | ليلى           | مجنون             |                 |
| 1990  | سحابة صغيرة    | سايجان            |                 |
| 1997  | رسالة          | رقيب              |                 |
| 2003  | عسل            | علي               |                 |
| 2009  | فتاة البيانو   | ميسكا             |                 |

## روابط خارجية
- طارق أكان على موقع IMDb (الإنجليزية)
- طارق أكان على موقع ألو سيني (الفرنسية)
- طارق أكان على موقع أول موفي (الإنجليزية)
- طارق أكان على موقع قاعدة بيانات الأفلام السويدية (السويدية)
- طارق أكان على موقع قاعدة بيانات الفيلم (الإنجليزية)
- طارق أكان على موقع كينوبويسك (الروسية)